# Stojice
Stojice (deutsch Stojitz) ist eine Gemeinde in Tschechien. Sie liegt vier Kilometer nordwestlich von Heřmanův Městec und gehört zum Okres Pardubice.

## Geographie

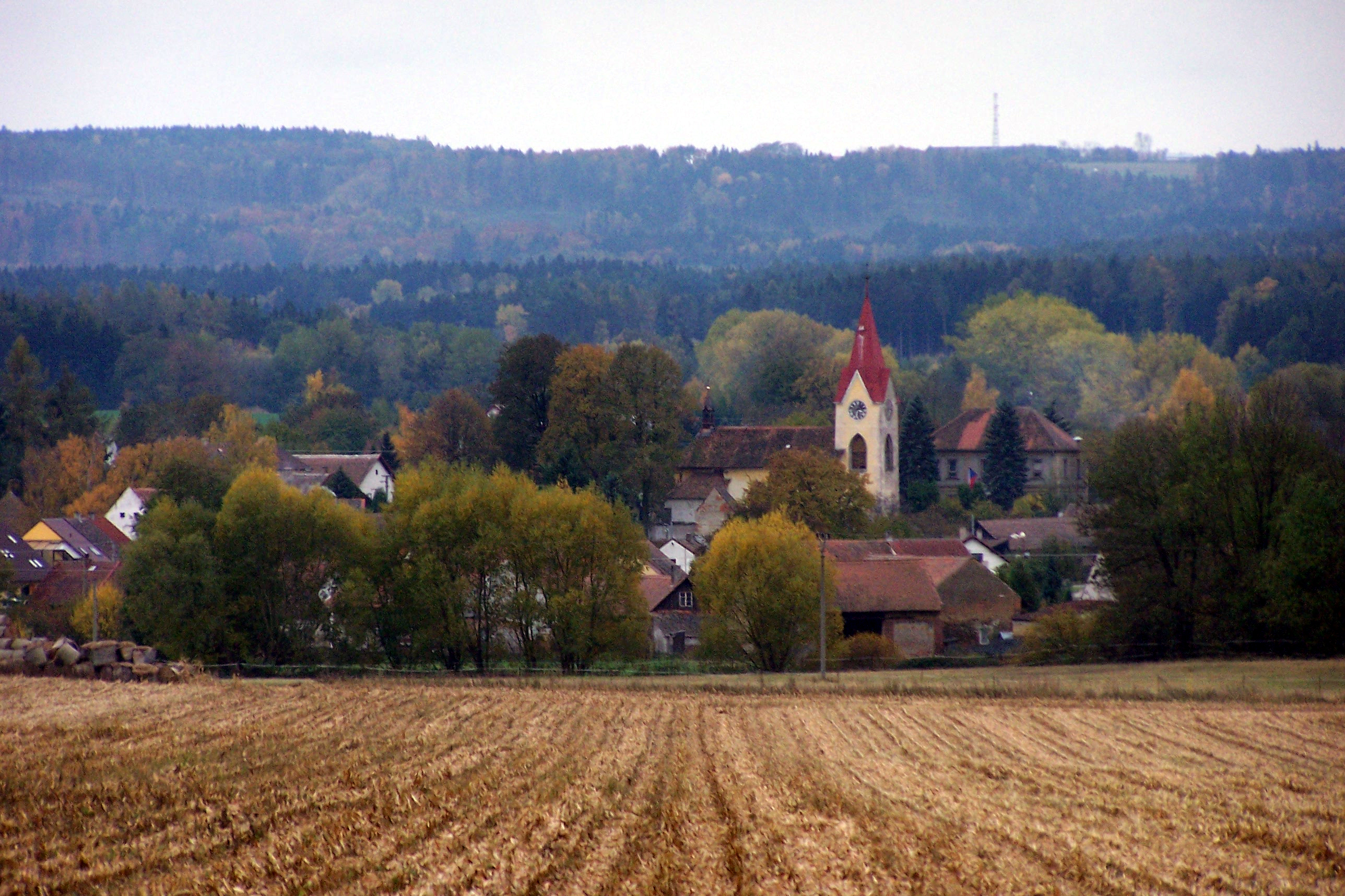
Blick von Norden auf Stojice, im Hintergrund der Eisengebirgskamm

Stojice befindet sich in den nördlichen Ausläufern des Eisengebirges (Železné hory) am Bach Struha, der südlich des Ortskerns im Teich Stojický rybník angestaut wird. Durch den Ort verläuft die Staatsstraße I/17 zwischen Čáslav und Heřmanův Městec. Im Norden erhebt sich die Vysoká skála (336 m n.m.).
Nachbarorte sind Mléčník, Cihelna und Choltice im Norden, Svinčany und Horní Raškovice im Nordosten, Dolní Raškovice und Nová Doubrava im Osten, Heřmanův Městec, Průhon, Konopáč und Načešice im Südosten, V Pazderně, Vlastějov, Habřiny und Licomělice im Süden, Hošťalovice, Holotín und Na Skalkách im Südwesten, V Koži, Myslivna und Turkovice im Westen sowie Rašovy und Svojšice im Nordwesten.

## Geschichte
Die erste schriftliche Erwähnung des Ortes erfolgte im Jahre 1349. Die älteste Nachricht über die Pfarrkirche Allerheiligen stammt von 1350, als diese dem Bistum Leitomischl zugeordnet wurde. Das Dorf und der Hof Stojice gehörten zu den Besitzungen der Burg Svojšice. Die Ritter von Svojšice hielten den Besitz bis zur Mitte des 16. Jahrhunderts. Als Katharina von Svojšice, die in erster Ehe mit Beneda von Netschetin und ab 1542 mit dem Prager Burghauptmann Georg von Gersdorff auf Choltitz verheiratet war, verstarb, vermachte sie das Gut Svojšice letztwillig an Albrecht und Benesch von Netschetin. Diese verkauften das Gut 1546 für 2000 Groschen an Georg von Gersdorff, der es mit Choltitz vereinigte. Nach der Schlacht am Weißen Berg wurden die Güter des Stephan von Gersdorff 1623 wegen dessen Teilnahme am Böhmischen Aufstand konfisziert und die Herrschaft Choltitz an Christoph Simon von Thun verkauft. Die Pfarrei erlosch im 17. Jahrhundert. Die Reichsgrafen von Thun und Hohenstein erhoben die Herrschaft Choltitz zum Familienfideikommiss und hielten den Besitz bis ins 20. Jahrhundert.
Im Jahre 1833 bestand das im Chrudimer Kreis an der Časlauer Chaussee gelegene Dorf Stogitz aus 61 Häusern, in denen 435 Personen, darunter zwei protestantische und eine jüdische Familie lebten. Im Ort gab es eine zum Schwintschaner Sprengel gehörige Filialkirche zu Allerheiligen, eine Schule, einen Meierhof, ein Wirts- und Einkehrhaus sowie eine Mühle. Stogitz war Kirchort für Swoyschitz. Bis zur Mitte des 19. Jahrhunderts blieb Stogitz der Fideikommissherrschaft Choltitz untertänig.
Nach der Aufhebung der Patrimonialherrschaften bildete Stojice ab 1849 mit dem Ortsteil Holotín eine Gemeinde im Gerichtsbezirk Přelauč. Ab 1868 gehörte die Gemeinde zum Bezirk Pardubitz. 1921 löste sich Holotín los und bildete eine eigene Gemeinde. 1923 wurde der Linienbusverkehr zwischen Čáslav und Heřmanův Městec aufgenommen. 1949 wurde Stojice dem Okres Přelouč zugeordnet. Dieser wurde im Zuge der Gebietsreform von 1960 aufgehoben, seitdem gehört die Gemeinde zum Okres Pardubice. Zwischen 1964 und 1990 war Holotín erneut eingemeindet.

## Gemeindegliederung
Für die Gemeinde Stojice sind keine Ortsteile ausgewiesen. Zu Stojice gehört der Wohnplatz V Pazderně (Pazderna).

## Sehenswürdigkeiten

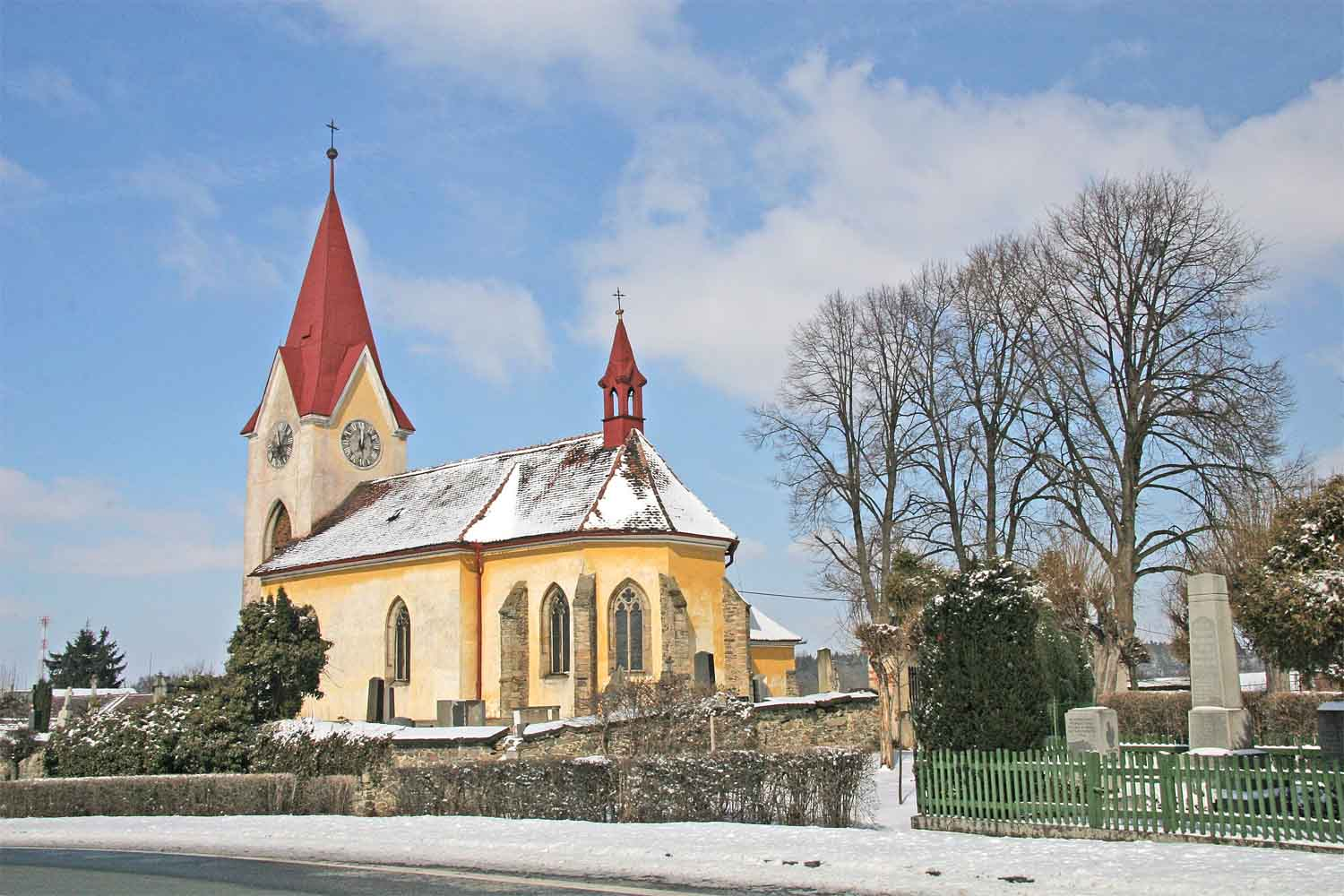
Kirche Aller Heiligen

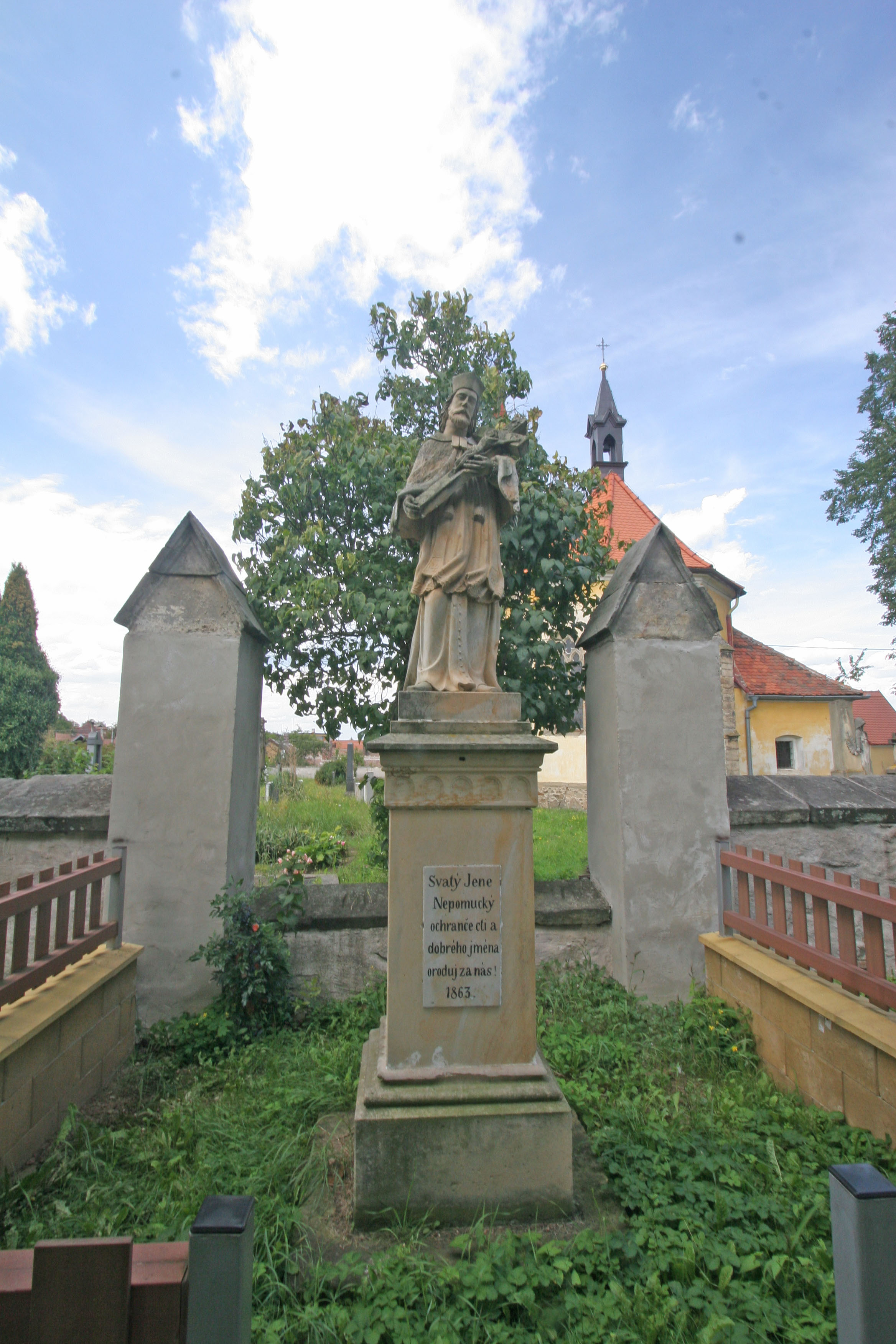
Statue des hl. Johannes von Nepomuk

- Spätgotische Kirche Allerheiligen, erbaut zu Beginn des 16. Jahrhunderts. Zwischen 1707 und 1711 ließ Romedius von Thun und Hohenstein die Kirche umbauen und um das Schiff und den Turm erweitern. Umgeben wird die Kirche von einem Friedhof. Die im 14. Jahrhundert errichtete steinerne Friedhofsmauer wurde später mit vielfach mit Ziegelmauerwerk ausgebessert und innen mit Kalkzement verputzt. Aus dem 14. Jahrhundert stammt auch das Totenhaus in einer Ecke der Friedhofsmauer, im Fenster über dem Eingang sind gotische Zeichen erhalten.
- Statue des hl. Johannes von Nepomuk, vor der Kirche, errichtet 1672 und 1863 instand gesetzt.
- Wegkreuz an der Straße nach Choltice, gestiftet 1913 durch die Eheleute Jareš zum Gedenken an ihrer verstorbene Tochter.
- Gedenkstein für die Gefallenen des Ersten Weltkrieges, vor der Kirche, enthüllt 1920
- Gedenkstein für Josef Bartoň (1899–1942), der aus dem Ort stammende Pardubitzer Kinderarzt wurde wegen seiner Zusammenarbeit mit Widerstandsgruppen im Palais Larisch erschossen, seine Frau Emilie im Vernichtungslager Auschwitz vergast.